# ديرموت أونيل
ديرموت أونيل (بالإنجليزية: Dermot O'Neill)‏ (27 نوفمبر 1960 بدبلن في جمهورية أيرلندا - ) هو لاعب كرة القدم الغالية ولاعب كرة قدم أيرلندي في مركز حراسة المرمى. شارك مع منتخب جمهورية أيرلندا تحت 21 سنة لكرة القدم. أما مع النوادي، فقد لعب مع ديري سيتي وغلينافون ونادي بوهيميان ونادي دوندالك ودوري أيرلندا الحادي عشر ‏ ونادي بيليمينا يونايتد.

## وصلات خارجية
- ديرموت أونيل على موقع قاعدة بيانات كرة القدم.إي يو (الإنجليزية)